# Таос (Нью-Мексико)
Таос (англ. Taos) — город на севере штата Нью-Мексико (США), административный центр округа Таос. Широко известный центр индейской культуры.
Население — 4700 человек (перепись 2000 года).

## Культура
В Таосе долгое время жил и работал художник Николай Иванович Фешин; в настоящее время в его доме функционирует музей, созданный его дочерью — балериной, арт-терапевтом и искусствоведом Ией Фешиной.
Из книги Ильфа и Петрова «Одноэтажная Америка»:

Мистер Уитер Бинер посоветовал нам поехать в город Таос, в двух милях от которого находится большая деревня индейцев племени пуэбло. <…>

Достигнув Таоса, мы остановились в сером и голубом кэмпе кептэна О’Хей. <…>

Дон Фернандо… рассказал нам, что из двух тысяч таосского населения около двухсот человек — это люди искусства. Они пишут картины, сочиняют стихи, создают симфонии, что-то ваяют. Сюда манит их обстановка: дикость природы, стык трех культур — индейской, мексиканской и пионерской американской, — а также дешевизна жизни. <…>

Когда мы были уже в антикварном отделении ресторана и рассматривали там замшевых индейских кукол и ярко раскрашенных богов с зелеными и красными носами, к нам снова подошел дон Фернандо. Он сказал, что с нами хотела бы поговорить миссис Фешина, русская дама, которая давно уже живёт в Таосе. Увидеть русского, живущего на индейской территории, было очень интересно. Через минуту к нам подошла, нервно улыбаясь, дама, сидевшая в ресторане.

— Вы меня простите, — сказала она по-русски, — но когда я услышала ваш разговор, я не могла удержаться. Вы русские, да?…

Мы видели, что ей очень хочется поговорить, что для неё это действительно событие, и пригласили её к себе в кэмп. <…> Она сидела у нас долго, говорила, не могла наговориться.
Она уехала в двадцать третьем году из Казани. Муж её — художник Фешин, довольно известный в свое время у нас. Он дружил с американцами из «АРА», которые были на Волге, и они устроили ему приглашение в Америку. Он решил остаться здесь навсегда, не возвращаться в Советский Союз. Этому главным образом способствовал успех в делах. Картины продавались, денег появилась куча. Фешин, как истинный русак, жить в большом американском городе не смог, вот и приехали сюда, в Таос. Построили себе дом, замечательный дом. Строили его три лета, и он обошелся в двадцать тысяч долларов. Строили, строили, а когда дом был готов, — разошлись. Оказалось, что всю жизнь напрасно жили вместе, что они вовсе не подходят друг к другу. Фешин уехал из Таоса, он теперь в Мексико-сити. Дочь учится в Голливуде, в балетной школе. Миссис Фешина осталась в Таосе одна. <…>

Наша гостья говорила жадно, хотела наговориться досыта, все время прикладывала руки к своему нервному лицу и повторяла:

— Вот странно говорить в Таосе по-русски с новыми людьми. Скажите, я ещё не делаю в русском языке ошибок?

Она говорила очень хорошо, но иногда вдруг запиналась, вспоминала нужное слово. <…>

Странная судьба! Где живёт русская женщина? В Рио-Чикито, штат Нью-Мексико, в Юнайтед Стейтс оф Америка, среди индейцев, мексиканцев и американцев.
— «Одноэтажная Америка», И. Ильф, Е. Петров. — М.: «Текст», 2011. — 511 с. — ISBN 978-5-7516-0960-3.
В городе существует одна из старейших арт-колоний — Художественная колония Таос.

## «Таосский гул»
Уже многие годы жители города слышат доносящийся из пустыни низкочастотный шум (гул) неизвестного происхождения (так называемый «таосский шум» или «таосский гул» (Taos hum) занимает первое место в рейтинге «самых невероятных явлений природы»). Гул похож на движение тяжелой техники по магистрали, хотя никаких крупных дорог в районе городка нет.
Особенность феномена в том, что слышат его только местные жители и крайне редко — приезжие.
Жалоб властям поступало так много, что в 1997 году Конгресс США постановил создать группу учёных и направить её в указанные места с целью изучения таинственного гула.
Учёным, исследовавшим его, удалось записать этот гул на пленку и оценить его частоту (60 Гц), однако найти источник гула не удалось. Они лишь предположили, что причиной его возникновению могут быть линии ЛЭП, проходящие возле посёлка. По другим данным в окрестности города Таос находится специальный объект Министерства обороны США, часть сооружений которого получает питание от крупной дизельной электростанции, которая и издаёт этот шум.